# Montigny-le-Bretonneux
Montigny-le-Bretonneux is een gemeente in het Franse departement Yvelines (regio Île-de-France). De gemeente telde 32.150 inwoners op 1 januari 2022. De plaats maakt deel uit van het arrondissement Versailles en is een van de twaalf gemeenten van de nieuwe stad Saint-Quentin-en-Yvelines.

## Geschiedenis
In de vroege middeleeuwen lag hier een groot woud, dat stilaan werd ontgonnen door abdijen en plaatselijke heren. Montigny werd voor het eerst vermeld in 1204 en groeide rond de kerk Saint-Martin. De oorlogen en ellende van de 14e eeuw zorgden voor ontvolking en pas in de 16e eeuw herstelde de plaats zich. Montigny bleef een klein landbouwdorp waar akkerbouw werd bedreven volgens het drieslagstelsel en ook schapen werden gehouden. Dit veranderde pas in de 18e eeuw toen nieuwe, intesievere landbouwmethoden werden geïntroduceerd. Montigny onderging de invloed van de grote bouwwerven die rond de bouw van het kasteel en de tuinen van Versailles werden gerealiseerd.
In de 19e eeuw deed de teelt van suikerbiet zijn intrede. Tot de jaren 1960 bleef Montigny-le-Bretonneux een landbouwdorp. In 1875 werd het Fort de Saint-Cyr gebouwd als onderdeel van de verdedigingsgordel rond Parijs. Vanaf 1965 werden verkavelingen aangelegd en stroomden nieuwe inwoners toe zodat de gemeente in snel tempo verstedelijkte.

## Geografie
De oppervlakte van Montigny-le-Bretonneux bedroeg op 1 januari 2022 11,65 vierkante kilometer; de bevolkingsdichtheid was toen 2.759,7 inwoners per km². Montigny-le-Bretonneux ligt op het Plateau de Trappes.
De onderstaande kaart toont de ligging van Montigny-le-Bretonneux met de belangrijkste infrastructuur en aangrenzende gemeenten.

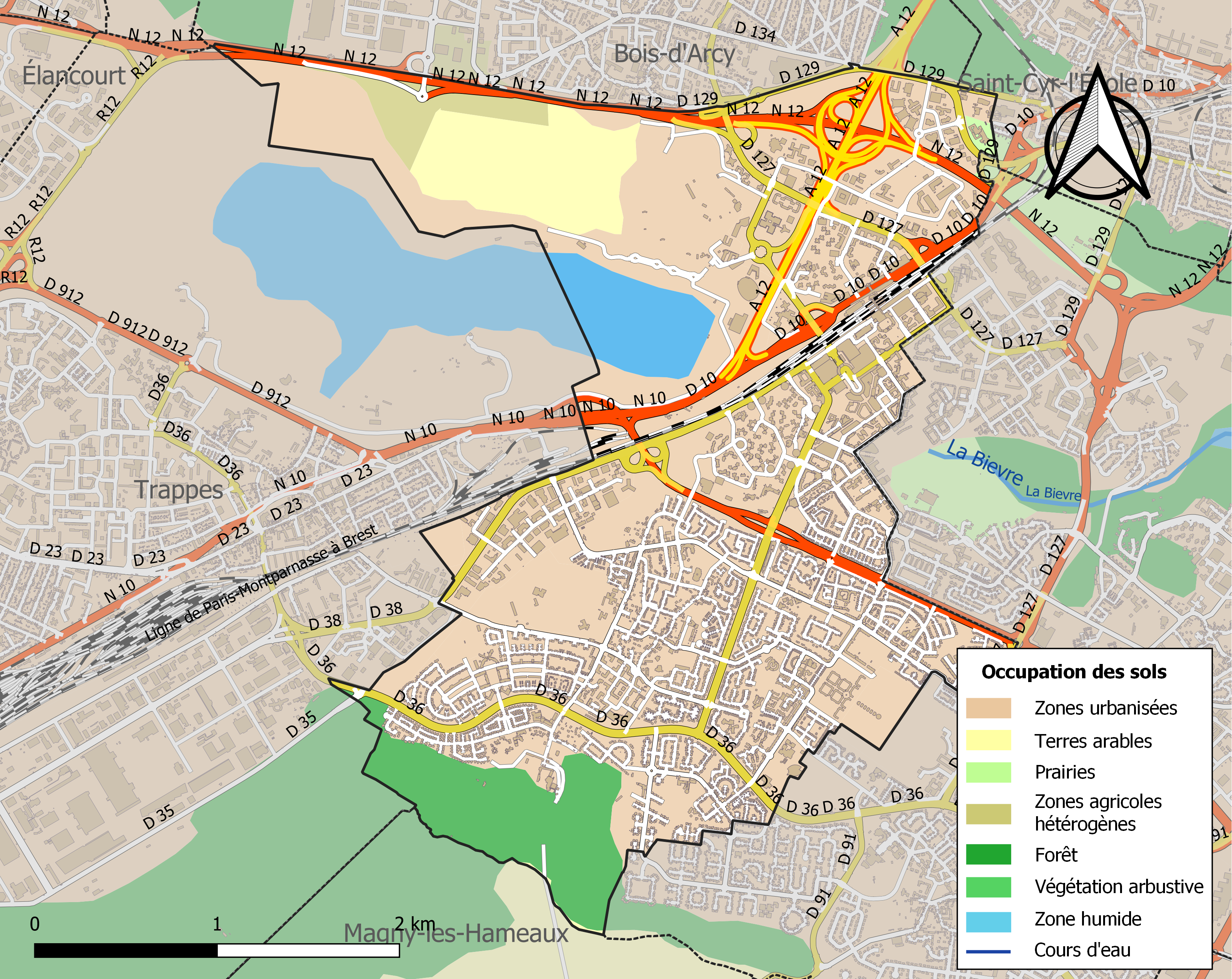

## Demografie
In 1709 telde Montigny 212 inwoners en in 1788 247 inwoners. Gedurende de 19e eeuw schommelde de bevolking rond de 340-350. In 1947 werd de kaap van 500 inwoners gerond en in 1980 de kaap van 10.000 inwoners. Onderstaande figuur toont het verloop van het inwonertal (bron: INSEE-tellingen).

## Bezienswaardigheden

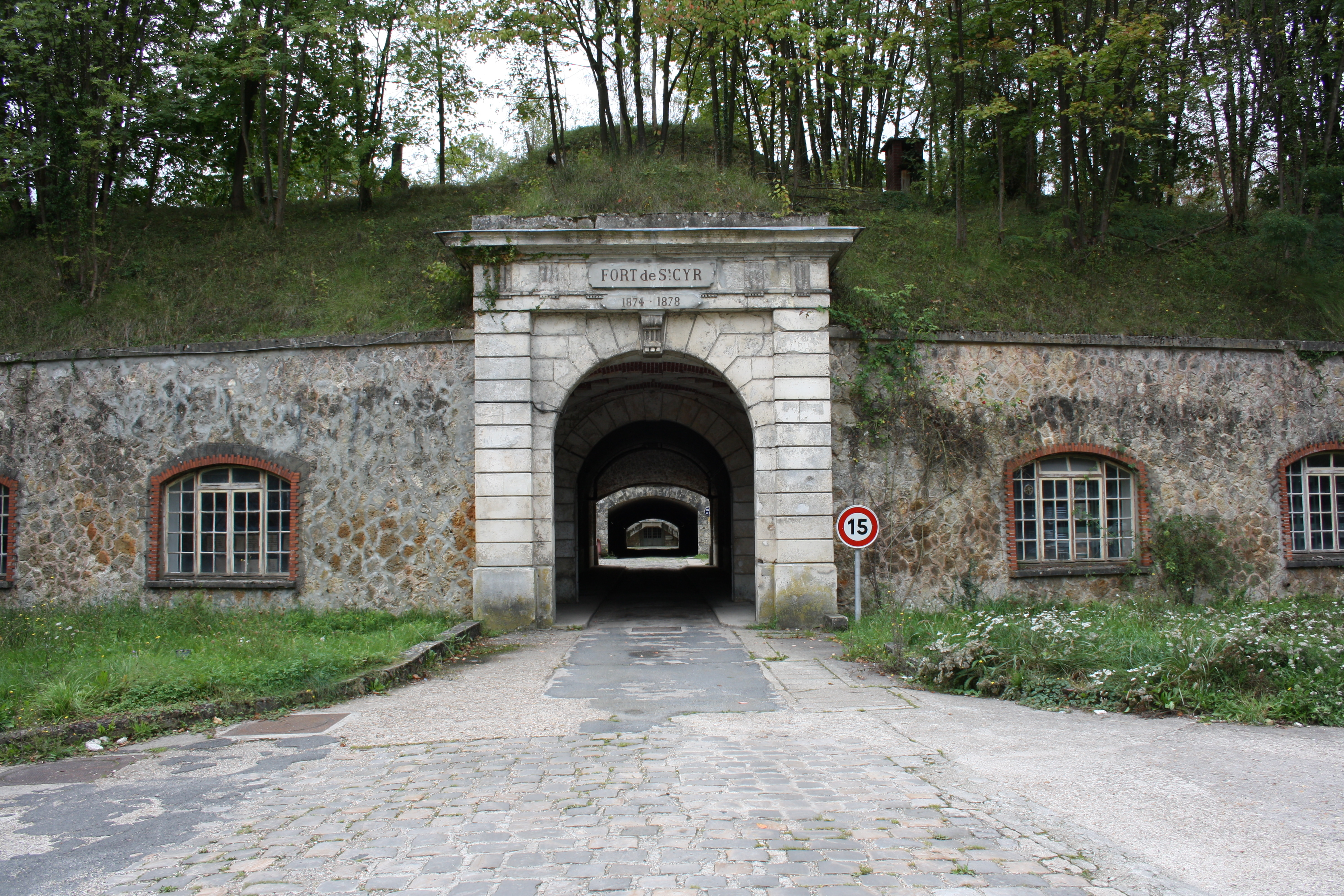
Fort de Saint-Cyr

Het goed bewaarde Fort de Saint-Cyr werd in 1992 beschermd als historisch monument. In het fort is de Médiathèque du Patrimoine et de la Photographie ondergebracht, een fotocollectie van het Franse ministerie van Cultuur.
De historische kerk église Saint-Martin werd herbouwd in 1610. Daarnaast telt de gemeente twee moderne kerken, de église des Sources in de wijk Saint-Quentin (1991) en de église Saint-Pierre-du-Lac in de wijk La Sourderie (1996). Daarnaast zijn er twee 19e-eeuwse kastelen: het château de la Couldre en het château du Manet, naast de historische hoeve Ferme du Manet, die teruggaat tot de middeleeuwen. Daarnaast is er veel moderne architectuur zoals Les Arcades du Lac.

## Sport
In de gemeente ligt de Vélodrome de Saint-Quentin-en-Yvelines (2014), een wielerpiste waar wedstrijden in het kader van de Olympische Spelen van 2024 worden gereden.